# 晋阳酒
晋阳酒是太原出产的一系列白酒。源于1976年成立的山西太原徐沟酒厂，之后数度易名。晋阳酒是以高粱为主料，用大麦、豌豆制成的大曲为糖化发酵剂，以清蒸、清渣地缸发酵、清烧流酒、陈贮勾兑等传统工艺酿制而成的清香型白酒。推出后虽曾广受欢迎产品推出后虽受欢迎和多次获奖，但1990年代酒厂因市场和体制等问题陷入困境，虽曾改制，唯1998年初山西发生造成27人死亡、222人中毒致盲、致残的特大假酒案使所有山西酒厂产品广受打击，晋阳酒也无辜受害，惨遭波及而一蹶不振，再也无法恢复元气，产量较巅峰时期大为下降，只剩零星销售，趋于绝迹。